# Апостольский нунций в Сербии
Апостольский нунций в Республике Сербия — дипломатический представитель Святого Престола в Сербии. Данный дипломатический пост занимает церковно-дипломатический представитель Ватикана в ранге посла. Апостольская нунциатура в Сербии была учреждена на постоянной основе 8 февраля 1992 года, после признания Святым Престолом независимости Хорватии. Её резиденция находится в Загребе.
В настоящее время Апостольским нунцием в Сербии является архиепископ Санто Рокко Ганджеми, назначенный Папой Франциском 12 сентября 2022 года.

## История
Апостольская нунциатура в Сербии, в качестве постоянной нунциатуры, была учреждена 19 июня 2009 года, после признания Святым Престолом референдума о независимости Черногории, который повлёк за собой распад Государственного Союза Сербии и Черногории.
Предшественницей Апостольской нунциатуры в Сербии была Апостольская нунциатура в Югославии учреждённая в 1920 году, как Апостольская нунциатура в королевстве Сербия, и переименованная в 1922 году как Апостольская нунциатура в Королевстве Сербов, Хорватов и Словенцев. В 1929 году получила название Апостольская нунциатура в Югославии. В 1950 году понижена до ранга Апостольской делегатуры в Югославии. Однако, 22 августа 1970 года опять повышена до ранга Апостольской нунциатуры. В 2003 году получила название Апостольская нунциатура в Сербии и Черногории.

## Апостольские нунции в Сербии
- Эудженио Сбарбаро — (19 июня 2006 — 8 августа 2009, в отставке);
- Орландо Антонини — (8 августа 2009 — 30 сентября 2015, в отставке);
- Лучано Суриани — (7 декабря 2015 — 13 мая 2022 — назначен апостольским нунцием в Болгарии);
- Санто Рокко Ганджеми — (12 сентября 2022 — по настоящее время).